# Kruisberg (Renaix)
Pour les articles homonymes, voir Kruisberg.
Le Kruisberg est un mont des Ardennes flamandes situé sur la commune de Renaix dans la province belge de Flandre-Orientale.
En 2013, ce mont a été parcouru 45 fois par le Tour des Flandres (1928, 1930-1956, 1958-1966, 1970, 1971, 1973-1976, 1993, 1994, 2012 et 2013).
L'arrivée du championnat de Belgique 1983 a été jugé à son sommet. En 1988, le championnat du monde le monte également.
Le Nieuwe Kruisberg se trouve à proximité du Kruisberg.
La montée autrefois pavé, est asphaltée depuis 1963.
En 1928, il était la dernière difficulté du parcours du Tour des Flandres après le Vieux Quaremont et le Tiegemberg. Entre 1930 et 1954, il est placé entre le Quaremont et l'Edelareberg. En 1955, il est monté après le Kluisberg et avant l'Edelareberg. En 1956, 1958 et 1959 après le Quaremont et avant le Statieberg. En 1960, entre le Quaremont et le Varentberg. De 1961 à 1965, en 1970 et 1971, il est placé de nouveau entre le Quaremont et l'Edelareberg. L'année 1966 est une exception avec un placement entre le Kluisberg et l'Edelareberg. En 1993, il est escaladé entre le Hoogberg-Hotond et le Bossenaarberg, en 1994 entre le Hoogberg-Hotond et le Taaienberg. En 2012 et 2013, il se trouve entre le  Steenbeekdries et le vieux Quaremont.
Le Kruisberg a aussi été parcouru plusieurs fois par Gand-Wevelgem : sept fois entre 1949 et 1955. Il a fait partie du parcours du circuit Het Volk à quatorze reprises : 1945-1957 et 2011. Les courses de Nokere Koerse et Halle-Ingooigem l'empreinte également. En 2014, la cinquième étape de l'Eneco Tour y passe aussi.

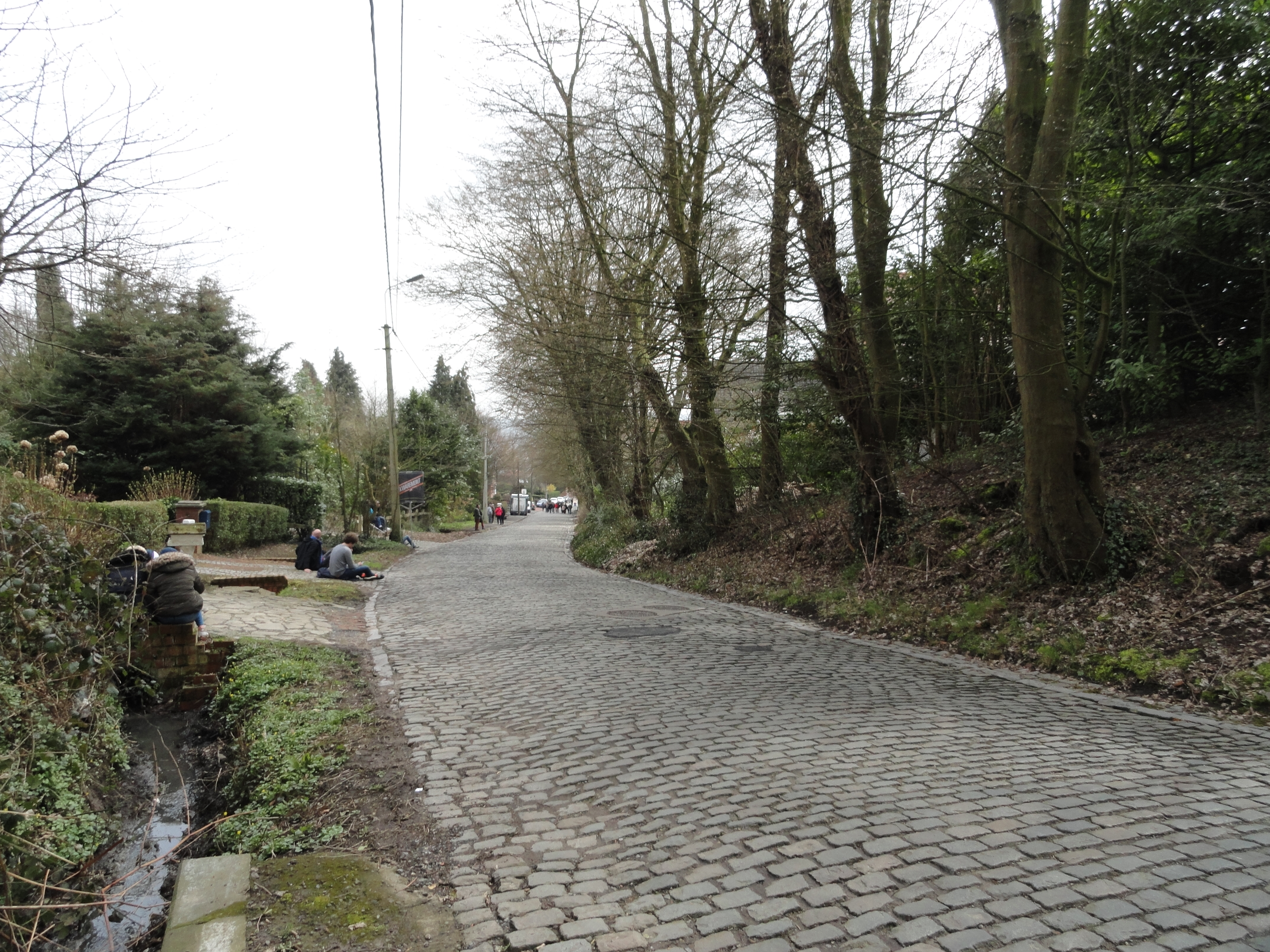
Kruisberg durant le Tour des Flandres 2018.